# Gianni Bruno
Gianni Bruno (Rocourt, 19 augustus 1991) is een Belgisch voetballer van Italiaanse afkomst. Hij staat sinds begin 2025 onder contract bij Iğdır FK. Bruno speelt als aanvaller en is een voormalig Belgisch jeugdinternational.

## Carrière

### Jeugd
Gianni Bruno, de zoon van Italiaanse ouders, groeide op in Luik. Hij heeft zowel de Belgische als de Italiaanse nationaliteit. In 1996 sloot hij zich aan bij de jeugd van Club Luik, waar zijn vader coach was. Toen de club in financiële moeilijkheden kwam, verhuisde Bruno naar Standard Luik. De talentrijke aanvaller maakte er indruk en bereikte zelfs het B-elftal van de Rouches. De club bood de 16-jarige aanvaller een profcontract aan, maar Bruno besloot het buitenland op te zoeken. In 2007 belandde hij bij het Franse Lille OSC. Hij werd ondergebracht in de jeugdopleiding van de club alvorens in het seizoen 2010/11 de overstap te maken naar het B-elftal.

### Lille
In het seizoen 2011/12 maakte Bruno zijn debuut op het hoogste niveau. Op 11 januari 2012 speelde hij zijn eerste officiële wedstrijd voor Lille. Hij mocht toen van trainer Rudi Garcia invallen in een bekerwedstrijd tegen Olympique Lyon. Bruno was bij Lille een ploeggenoot van onder meer Eden Hazard, Joe Cole, Benoît Pedretti en David Rozehnal. Op 20 november 2012 maakte Bruno zijn eerste Europese doelpunt: in de Champions League scoorde hij op de vijfde speeldag van de groepsfase tegen BATE Borisov (0-2).
Op 4 juli 2013 werd bekend dat Lille hem voor één jaar verhuurt aan SC Bastia om speelervaring op te doen. Op 17 augustus 2013 scoorde hij op de tweede speeldag zijn eerste doelpunt voor SC Bastia tegen Valenciennes. Drie minuten later verdubbelde Adama Ba de score, waardoor Bastia met 2-0 won voor eigen publiek.

### Evian FC
Na een verdienstelijk seizoen bij Bastia (acht doelpunten) keerde Bruno in 2014 terug naar Lille, waar hij in de spitsenrangorde Salomon Kalou, Nolan Roux en Divock Origi voor zich moest dulden. Door die zware concurrentielast tekende Bruno op 30 juli 2014 een contract voor vier seizoenen bij Évian Thonon Gaillard FC. Bruno kreeg meteen veel speeltijd bij zijn nieuwe club, maar die kon hij in de eerste seizoenshelft maar met één doelpunt bekronen. Bruno werd hierop uitgeleend aan FC Lorient, waar hij de netten ook maar één keer liet trillen in de Ligue 1.
Bruno keerde in de zomer van 2015 terug naar Évian, dat inmiddels naar de Ligue 2 gedegradeerd was. In februari 2016 volgde een nieuwe uitleenbeurt, ditmaal aan het Russische Krylja Sovetov Samara van toenmalig trainer Frank Vercauteren. Bruno scoorde in anderhalf seizoen zeven keer in de Premjer-Liga, Zijn laatste doelpunt voor de club scoorde hij op 21 mei 2017 op de slotspeeldag van de competitie tegen Terek Grozny, dit was echter niet genoeg om Samara van de degradatie uit de hoogste divisie te behoeden.

### Cercle Brugge
Op 3 juli 2017 maakte Cercle Brugge bekend dat Gianni deel ging uitmaken van de vereniging. Hij tekende een contract voor één seizoen. In zijn eerste seizoen droeg hij met drie competitiedoelpunten zijn steentje bij aan de promotie naar de Jupiler Pro League. In 2019 liep zijn contract af waardoor hij Cercle transfervrij kan verlaten.

### Zulte Waregem
In de zomer van 2019 haalde eersteklasser SV Zulte Waregem Bruno transfervrij binnen. Hij tekende er een contract voor drie seizoenen tot de zomer van 2022. Onder trainer Francky Dury vond de aanvaller wél vaak de weg naar het doel. Na twee goede seizoenen bij de middenmoter kaapte AA Gent hem weg.

### AA Gent
In zijn eerste seizoen in Gent was Bruno geen basisspeler. Op 9 december 2021 scoorde hij het enige doelpunt in een overbodige poulewedstrijd in de Conference League tegen Flora Talinn. Wegens een gebrek aan speelkansen werd Bruno in zijn tweede seizoen uitgeleend aan eersteklasser Sint-Truiden. Hier wist hij opnieuw vlot de weg naar het doel te vinden. Gedurende het seizoen 2022/23 wordt hij door Gent uitgeleend aan Sint-Truiden.

### Eyüpspor
In de zomer van 2023 maakte Gianni een transfer naar Eyüpspor, uitkomend in het tweede niveau van Turkije. Het seizoen werd afgesloten op de eerste plaats, wat voor promotie naar de Süper Lig zorgde en Gianni werd met 17 doelpunten topscorer van de TFF 1. Lig. In de Süper Lig werd de concurrentie te hoog en mocht Bruno in de winterstop vertrekken.

### Iğdır FK
Bij Iğdır FK tekende Bruno een contract voor anderhalf jaar. Bij Iğdır scoorde hij maar liefst 10 doelpunten in 17 wedstrijden, waaronder vier doelpunten in één wedstrijd tegen het reeds gedegradeerde Yeni Malatyaspor. Ondanks een flinke klim eindigde zijn ploeg 8e, waarmee het nét het recht op play-offs naar het hoogste niveau miste.

## Clubstatistieken
| Seizoen | Club             | Land               | Competitie         | Competitie | Competitie | Competitie | Beker | Beker | Beker | Internationaal | Internationaal | Internationaal | Totaal | Totaal | Totaal |
| Seizoen | Club             | Land               | Competitie         | Wed.       | Dlp.       | Ass.       | Wed.  | Dlp.  | Ass.  | Wed.           | Dlp.           | Ass.           | Wed.   | Dlp.   | Ass.   |
| ------- | ---------------- | ------------------ | ------------------ | ---------- | ---------- | ---------- | ----- | ----- | ----- | -------------- | -------------- | -------------- | ------ | ------ | ------ |
| 2011/12 | Lille OSC        | Vlag van Frankrijk | Ligue 1            | 10         | 1          | 0          | 3     | 1     | 0     | —              | —              | —              | 13     | 2      | 0      |
| 2012/13 | Lille OSC        | Vlag van Frankrijk | Ligue 1            | 13         | 0          | 0          | 3     | 1     | 0     | 2              | 1              | 0              | 18     | 2      | 0      |
| 2013/14 | → SC Bastia      | Vlag van Frankrijk | Ligue 1            | 31         | 8          | 2          | 2     | 0     | 0     | —              | —              | —              | 33     | 8      | 2      |
| 2014/15 | Évian FC         | Vlag van Frankrijk | Ligue 1            | 17         | 1          | 1          | 1     | 0     | 0     | —              | —              | —              | 18     | 1      | 1      |
| 2014/15 | → FC Lorient     | Vlag van Frankrijk | Ligue 1            | 12         | 1          | 0          | 0     | 0     | 0     | —              | —              | —              | 12     | 1      | 0      |
| 2015/16 | Évian FC         | Vlag van Frankrijk | Ligue 2            | 24         | 4          | 0          | 4     | 1     | 0     | —              | —              | —              | 28     | 5      | 0      |
| 2015/16 | → KS Samara      | Vlag van Rusland   | Premier Liga       | 11         | 2          | 0          | 0     | 0     | 0     | —              | —              | —              | 11     | 2      | 0      |
| 2016/17 | → KS Samara      | Vlag van Rusland   | Premier Liga       | 17         | 5          | 3          | 0     | 0     | 0     | —              | —              | —              | 17     | 5      | 3      |
| 2017/18 | Cercle Brugge    | Vlag van België    | Proximus League    | 12         | 3          | 1          | 2     | 0     | 0     | —              | —              | —              | 14     | 3      | 1      |
| 2018/19 | Cercle Brugge    | Vlag van België    | Jupiler Pro League | 34         | 13         | 4          | 1     | 0     | 0     | —              | —              | —              | 35     | 13     | 4      |
| 2019/20 | Zulte Waregem    | Vlag van België    | Jupiler Pro League | 27         | 9          | 2          | 5     | 3     | 0     | —              | —              | —              | 32     | 12     | 2      |
| 2020/21 | Zulte Waregem    | Vlag van België    | Jupiler Pro League | 34         | 20         | 5          | 1     | 0     | 0     | —              | —              | —              | 35     | 20     | 5      |
| 2021/22 | KAA Gent         | Vlag van België    | Jupiler Pro League | 9          | 0          | 0          | 2     | 0     | 0     | 5              | 2              | 0              | 16     | 2      | 0      |
| 2022/23 | → Sint-Truidense | Vlag van België    | Jupiler Pro League | 30         | 18         | 2          | 3     | 2     | 0     | —              | —              | —              | 33     | 20     | 2      |
| 2023/24 | Eyüpspor         | Vlag van Turkije   | 1. Lig             | 33         | 17         | 5          | 1     | 0     | 0     | —              | —              | —              | 34     | 17     | 5      |
| 2024/25 | Eyüpspor         | Vlag van Turkije   | Süper Lig          | 13         | 1          | 1          | 1     | 3     | 0     | —              | —              | —              | 14     | 4      | 1      |
| 2024/25 | Iğdır FK         | Vlag van Turkije   | 1. Lig             | 17         | 10         | 2          | 0     | 0     | 0     | —              | —              | —              | 17     | 10     | 2      |
| 2025/26 | Iğdır FK         | Vlag van Turkije   | 1. Lig             | 2          | 4          | 0          | 0     | 0     | 0     | —              | —              | —              | 2      | 4      | 0      |
| TOTAAL  | TOTAAL           | TOTAAL             | TOTAAL             | 346        | 117        | 28         | 29    | 11    | 0     | 7              | 3              | 0              | 382    | 121    | 28     |

Bijgewerkt tot en met 17 augustus 2025.

## Erelijst
| Competitie       |          |          |          |          |
| Competitie       | Aantal   | Jaren    |          |          |
| KAA Gent         | KAA Gent | KAA Gent | KAA Gent | KAA Gent |
| ---------------- | -------- | -------- | -------- | -------- |
| Beker van België | 1x       | 2021/22  |          |          |
| Eyüpspor         |          |          |          |          |
| TFF 1. Lig       | 1x       | 2023/24  |          |          |